# Tina Chang
Tina Chang (ur. 1969 w Oklahomie) – amerykańska poetka, uhonorowana tytułem "Poeta-laureat" miasta Brooklyn. Urodziła się w tajwańskiej rodzinie. Studiowała na Binghamton University, następnie kontynuowała naukę na Uniwersytecie Columbia, gdzie uzyskała stopień magistra. Obecnie wykłada w Sarah Lawrence College i The City University of Hong Kong..